# Stupéfiants
Stupéfiants is een Franstalige Duitse dramafilm uit 1932 van Kurt Gerron. In de hoofdrollen spelen Jean Murat, Danièle Parola, Jean Worms en Peter Lorre. Het is de Franstalige versie van Der weiße Dämon, dat Gerron kort daarvoor regisseerde. In het Engels werd de film uitgebracht als Narcotics.

## Plot
Een drugsdealer zorgt ervoor dat een jonge zangeres verslaafd raakt aan de drugs. Haar broer besluit wraak op hem te nemen.

## Cast
| Acteur               | Personage              |
| -------------------- | ---------------------- |
| Jean Murat           | Henri Werner           |
| Danièle Parola       | Liliane Werner         |
| Jean Worms           | Louis Gordon           |
| Jean Mercanton       | Pierre                 |
| Jeanne Marie-Laurent | Madame Werner          |
| Monique Rolland      | Dora Lind              |
| Raoul Aslan          | Dr. Ourousseff         |
| Peter Lorre          | Le bossu               |
| Roger Karl           | Le marquis d'Esquillon |
| Gaston Mauger        | kapitein               |
| Lucien Callamand     | detective              |
| Henry Bonvallet      | commissaris            |
| Léon Bary            | Pierre Perade          |
| Brevannes            |                        |
| Louis Brody          |                        |
| Pierre Labry         | dokter                 |
| Margo Lion           |                        |
| Héléna Manson        | verpleegster           |
| Pierre Piérade       | portier                |